# نيكي بوير
نيكي بوير (بالإنجليزية: Nikki Boyer)‏ (و. 1975  م) هي ممثلة، ومغنية مؤلفة، وممثلة تلفزيونية أمريكية، ولدت في سانت لويس، ميزوري.

## التعليم
تعلمت في Webster University ‏.

## وصلات خارجية
- نيكي بوير على موقع IMDb (الإنجليزية)
- نيكي بوير على موقع ميوزك برينز (الإنجليزية)
- نيكي بوير على موقع أول موفي (الإنجليزية)
- نيكي بوير على موقع قاعدة بيانات الفيلم (الإنجليزية)